# Rayons cathodiques
On nomme rayons cathodiques une éjection continue d'électrons. Lorsque les éjections de rayons se font dans un gaz excitable, elles peuvent déterminer une fluorescence sur leur trajet. On peut alors observer la trace de ces courants d'électrons et noter leurs ressemblances et différences avec des courants électriques dans les conducteurs :
- Les rayons cathodiques sont déviés par les champs magnétiques (aimant ou électroaimant), c'est le principe de fonctionnement des écrans cathodiques (écrans d'ordinateurs, téléviseurs), ainsi que des microscopes électroniques ;
- Ils sont également déviés, mais de façon différente, par les champs électrostatiques, comme dans les oscilloscopes analogiques ;
- Deux rayons cathodiques parallèles et de même sens s'attirent.

On retrouve précisément des comportements semblables dans les conducteurs ordinaires, à ceci près que leur rigidité ne permet pas des torsions aussi spectaculaires (par exemple dans un fil électrique).
La seule autre différence appréciable est que la vitesse des électrons dans un conducteur est considérablement plus lente (quelques millimètres par seconde) que celles des électrons dans les rayons cathodiques. Il ne faut pas confondre cette vitesse des électrons avec la vitesse du courant électrique, qui est pour sa part d'un ordre de grandeur comparable à celle de la lumière, au retards éventuels d'induction près.

## Historique
L'étude des rayons cathodiques a joué un rôle essentiel au XIXe siècle, à travers notamment les tubes de Crookes. Elle a permis la découverte et la caractérisation de l'électron par Joseph John Thomson en 1896. Les rayons cathodiques ont aussi été étudiés par le physicien Jean Perrin. On en voit des démonstrations au Palais de la découverte, à Paris.